# Río de los Ángeles
El río de los Ángeles es un curso de agua del interior de la península ibérica, afluente del Alagón. Discurre por el norte de la provincia española de Cáceres.

## Descripción
El río nace muy próximo al denominado convento de los Ángeles, del que toma nombre, en la comarca cacereña de Las Hurdes. Tras pasar cerca de localidades como Pinofranqueado, Azabal, Casar de Palomero, Rivera Oveja y La Pesga, termina cediendo sus aguas al río Alagón. Pertenece a la cuenca hidrográfica del Tajo. Aparece descrito en el segundo volumen del Diccionario geográfico-estadístico-histórico de España y sus posesiones de Ultramar de Pascual Madoz de la siguiente manera:

ANGELES: r. en la prov. de Cáceres, part. jud. de Granadilla: nace en el chorro denominado, Mea-cera, inmediato al conv. de San Francisco titulado de los Angeles del que toma su nombre (V.): aumentado con los muchos torrentes que producen las ásperas montañas de Las Hurdes, cruza por todo el concejo del Pino-franqueado, se aproxima á este pueblo, Azabal, Casar de Palomero, Ribera de Oveja y Pesga, para entrar en el Alagon en el sitio llamado Boca de Oveja: durante su curso va tomando el nombre de los pueblos por donde pasa, los cuales se hallan todos á su der., y aunque tiene muchos vados, son tan peligrosos, principalmente por la parte del Pino, que han sobrevenido infinitas desgracias, por cuya razon se ha construido un puente regular en el año de 1842 en aquel pueblo: sus aguas son cristalinas y puras, se utilizan en el riego de los pequeños huertos de los hab. de las Hurdes, dan movimiento á algunas aceñas, crian mucha pesca de truchas y anguilas, y arrastran continuamente muchas arenas de oro, con las que enriquecen el r. Alagon, como en el mismo se dijo.
Madoz, 1845, p. 309)

A mediados del siglo XIX, según el Madoz, en su curso se pescaban muchas anguilas y truchas. Sus aguas acaban vertidas en el Atlántico.

## Afluentes
Sus principales afluentes por la margen izquierda son el río Ovejuela y el río Esperabán, en el término municipal de Pinofranqueado, y los arroyos de Alavea, Cambrón y Chapallal, en el de Caminomorisco. No posee afluentes importantes en la margen derecha, ya que discurre demasiado cerca de la sierra de Santa Bárbara, en paralelo a la misma.